# Veronica Ivy
Veronica Ivy (1982), anteriormente Rachel McKinnon, é uma ciclista competitiva canadense e ativista dos direitos transgêneros. Em 2018, tornou-se a primeira pessoa transgênero campeã mundial de ciclismo de pista, ao ficar em primeiro lugar no Campeonato Mundial de Pista Masters Feminino da UCI para a faixa etária de 35 a 44 anos.

## Infância e educação
Ivy é de Victoria, Colúmbia Britânica. Possui diploma de bacharel em filosofia pela Universidade de Victoria (2005). Completou seu doutorado na Universidade de Waterloo em Filosofia em 2012, com uma tese intitulada "Afirmações razoáveis: sobre normas de afirmação e por que você não precisa saber do que está falando".
Ivy disse que começou a pensar que poderia ser transgênero quando tinha treze anos, mas levou mais dezesseis anos para "aceitar isso". Ela começou a fazer a transição perto da época em que estava terminando o doutorado e saiu do armário "dois dias depois que eu defendi minha dissertação ". Ela escreveu para seus alunos para dizer que era transgênero em 2 de maio de 2012.
Ivy era professora associada de filosofia no College of Charleston, na Carolina do Sul. Assumiu o cargo em março de 2019 e tornou-se professora associada em agosto do mesmo ano.
O foco principal de pesquisa de Ivy é a filosofia da linguagem. A maior parte de seu trabalho publicado é sobre as normas dos atos de fala de afirmação, principalmente sua monografia de 2015 The Norms of Assertion: Truth, Lies, and Warrant (Palgrave Macmillan,ISBN 978-1-137-52172-9). Outro foco de seu trabalho, é o feminismo e a filosofia feminista, particularmente questões relacionadas a gênero e identidades queer.

## Carreira na mídia
Ivy escreveu artigos sobre questões transgêneros e intersexuais para veículos como NBC News, Vice, e Newsweek.

## Carreira atlética
Antes de se mudar para o College of Charleston, Ivy jogava badminton. Sem uma forte cena de badminton em Charleston, Ivy desenvolveu um interesse pelo ciclismo esportivo. Em 12 de outubro de 2018, ganhou o recorde mundial de sprint de 200 metros para mulheres na faixa etária de 35 a 39 anos, e, no dia seguinte, venceu o Campeonato Mundial de Ciclismo de Pista UCI Masters na faixa etária de 35 a 44 anos, tornando-se a primeira campeã mundial transgênero no ciclismo de pista.
Alguns no mundo dos esportes expressaram a crença de que seu sexo de nascimento lhe deu uma vantagem injusta. A ciclista americana Jennifer Wagner, que terminou em terceiro lugar (bronze), disse que o sexo de nascimento de Ivy lhe deu vantagens fisiológicas. A vencedora do segundo lugar (medalha de prata), a holandesa Caroline van Herrikhuyzen, apoiou Ivy. Ivy argumentou que não havia provas de que ter nascido homem dava vantagem na corrida e que ela havia perdido para Wagner no passado. A colunista britânica Katie Hopkins escreveu que a decisão de permitir que Ivy competisse era uma evidência de que "o mundo está dominado por uma loucura febril". A tenista Martina Navratilova disse que permitir que pessoas nascidas do sexo masculino compitam em esportes femininos é "loucura" e "trapaça". Ivy criticou os comentários de Navrátilová como " transfóbicos ".
Ivy citou uma das regras fundamentais do Comitê Olímpico Internacional de que a prática do esporte é um direito humano. Sua participação no concurso foi condizente com as regras em vigor desde 2003. Alguns comentaristas sentiram que Ivy possuía uma vantagem por causa de seu tamanho e massa muscular. Ivy se opôs a essa crítica: ela deve manter seu nível de testosterona baixo como pré-requisito para sua participação em competições esportivas.

### Contrarrelógio de ciclismo 2019
Em um contrarrelógio de outubro de 2019, Ivy quebrou o recorde da corrida de 200 metros para mulheres de 34 a 39 anos.
Em resposta, ela recebeu várias ameaças de morte e foi alvo, no Twitter, de Donald Trump Jr. Em dezembro de 2019, escreveu um artigo no The New York Times sobre essa experiência. Ivy mudou seu nome de Rachel McKinnon com um anúncio no Twitter em 4 de dezembro de 2019

## Controvérsia
Em agosto de 2019, em relação à morte do bilionário americano David Koch, Ivy twittou que "tudo bem ser feliz, até comemorar, quando pessoas ruins morrem". Um entrevistado, acreditando que Ivy estava se referindo à doença terminal de Magdalen Berns, perguntou se Ivy "achava certo comemorar a morte de uma pessoas jovem que sofria de um tumor cerebral incurável" (citando o relato do Charleston The Post and Courier). Ivy respondeu: "se eles são um lixo humano tentando ativamente prejudicar pessoas marginalizadas por causa de quem eles são? Acho que se justifica". A réplica provocou uma petição de mais de 500 signatários pedindo desculpas públicas de Ivy.